# De Vrouw en haar Huis
De Vrouw en haar Huis was een Nederlands elitair damesblad dat voor het eerst verscheen in 1906. Het was een uitgave van Van Holkema & Warendorf in Amsterdam. Het maandblad werd opgericht door Elisabeth M. Rogge (1858), die tot 1939 hoofdredactrice bleef. Het was de bedoeling om ontwikkelde vrouwen informatie te geven over het huishouden, kleding, kunst en nijverheid. In de meeste jaargangen is er veel aandacht voor handenarbeid, kantklossen, borduren, mode en houtsnijden.
Rond 1920 kwam de positie van de vrouw meer en meer aan de orde, onder andere door artikelen over politiek en vrouwenkiesrecht. Bekende kunstenaressen voorzagen het blad van illustraties en artikelen over kunst. Illustratoren als Ella Riemersma en Berhardina Midderigh-Bokhorst maakten mode-illustraties voor het blad.
In 1939 werd Elisabeth Rogge door Dra. M.G. Schenk opgevolgd. Het damesblad zou nog verschijnen tot 1973, waarna het opging in Ideaal Wonen.